# Liste der Bischöfe von Speyer

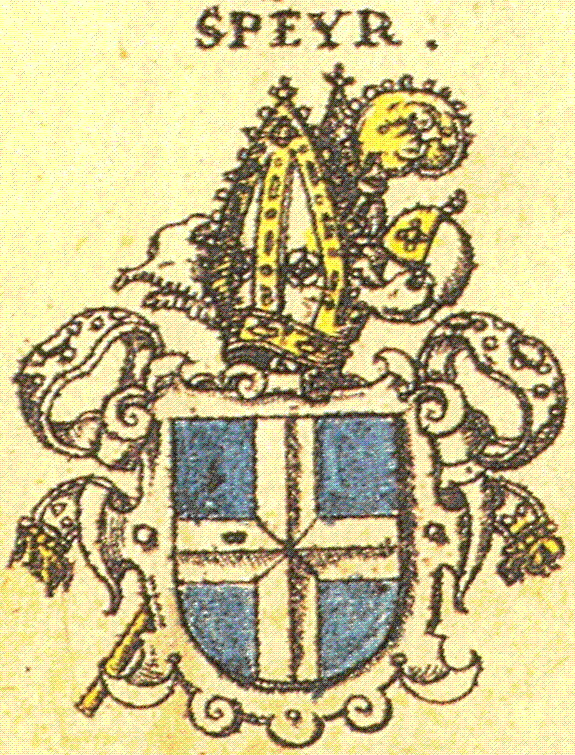
Wappen des Bistums Speyer nach Siebmachers Wappenbuch von 1605

Die Liste der Bischöfe von Speyer stellt die Reihe der Bischöfe des Bistums Speyer vor, die von 1546 bis 1801 bzw. 1810 den Rang von Fürstbischöfen einnahmen sowie in Personalunion auch bis 1789 Fürstpröpste der Fürstpropstei Weißenburg waren.

## Historischer Überblick

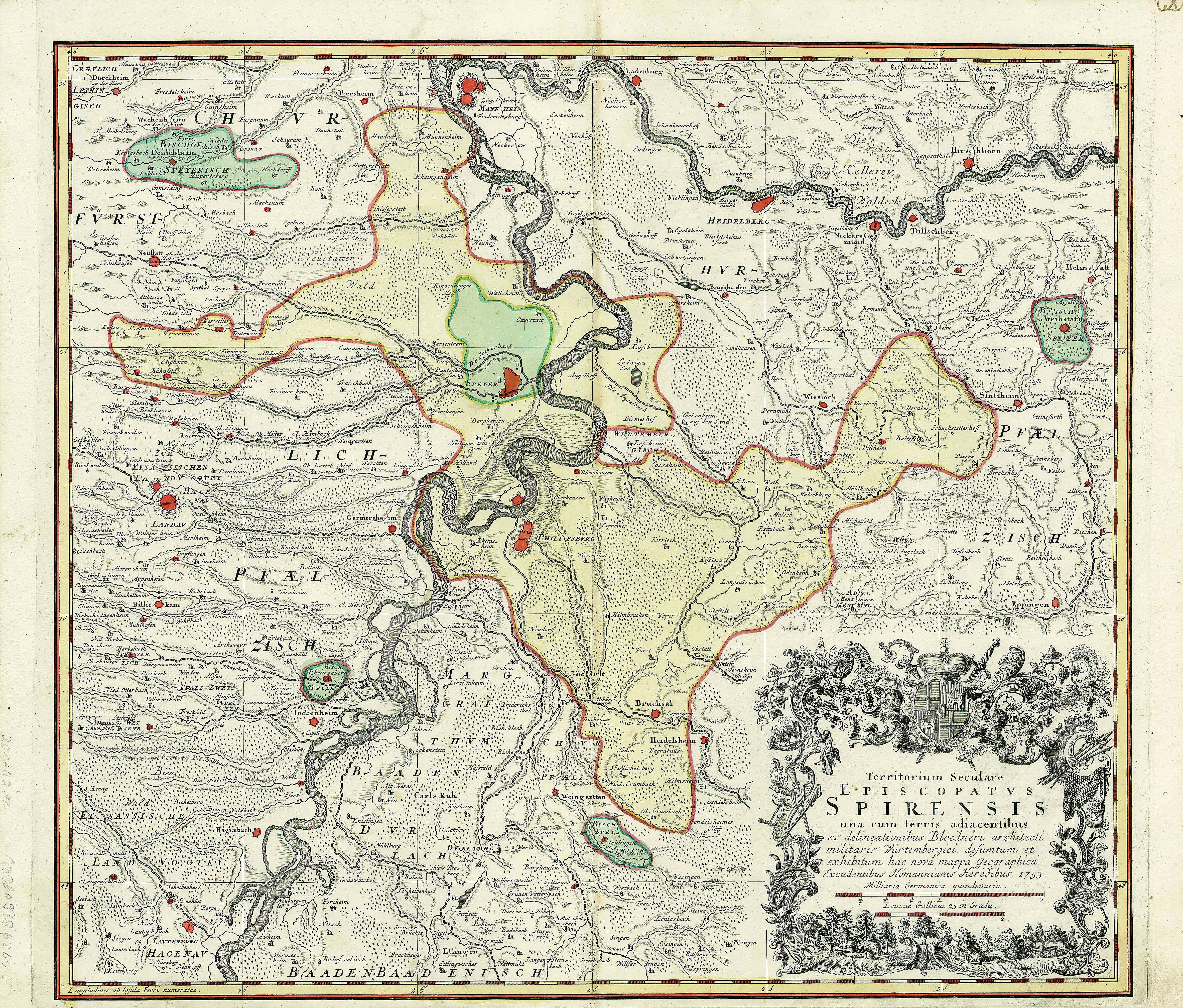
Karte des Hochstifts Speyer (Homannsche Erben 1753)

Eine geschlossene Bischofsreihe beginnt im Bistum Speyer bereits Mitte des 7. Jahrhunderts. Die ersten Bischöfe sind in der Regel Äbte der Klöster der Region. Waren es anschließend Grafenfamilien, wie das Haus Leiningen, die mehrfach Bischöfe stellten, so gelangten allmählich auch Angehörige ritteradeliger Familien in hohe geistliche Würden. Besonders einflussreich war im 15. Jahrhundert die Familie von Helmstatt. Die Herkunftsfamilien stammen aus dem Kraichgau, dem Elsass oder waren rheinische, hessische, schwäbische oder fränkische Adelsgeschlechter.
Religiöses Zentrum des Bistums ist seit der Fertigstellung 1061 der Speyerer Dom. Eine tragende Rolle spielen die Weihbischöfe von Speyer und die Domherren von Speyer. Weitere bedeutsame Aufgaben erfüllten die Hofämter der Bischöfe von Speyer. Etliche Bischöfe waren zunächst Domherren von Speyer oder angrenzender Bistümer. In der Zeit des Spätmittelalters bis zur Frühneuzeit bestand das Domkapitel aus Dompropst, Domdekan, Domscholaster, Domkantor, Domkustos und 25 Domherren. Nach der Säkularisation waren die Positionen auch Bürgerlichen zugänglich, denen im 19. Jahrhundert zunächst oft noch – wie z. B. Johannes von Geissel – ein Personaladel zugesprochen wurde.

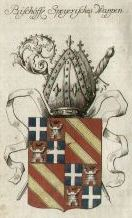
Beispiel für ein gemehrtes fürstbischöfliches Wappen bei Franz Christoph von Hutten zum Stolzenberg: Die erste Vierung zeigt im Wechsel das Familienwappen und eine zweite Vierung, die das Hochstift Speyer und die Fürstpropstei Weißenburg symbolisiert.

Im Mittelalter kam es mit zunehmendem Einfluss der Bischöfe auf Speyer und das umliegende Land immer wieder zu Spannungen mit dem Domkapitel und den Bürgern der Stadt Speyer. Im Ringen um Rechte erlangte Speyer schließlich nach Jahrhunderten den Status einer Freien Reichsstadt bzw. einer Freistadt (siehe Geschichte der Stadt Speyer). Als geistliches Fürstentum im Heiligen Römischen Reich waren auch die Bischöfe immer wieder aufgefordert, sich gegenüber Königen und zwischen König und Papst zu positionieren. Auch das Erzbistum Mainz, die Wittelsbacher Pfalzgrafen und weitere benachbarte Territorialstaaten nahmen Einfluss auf das Bistum.
Die Wappen der Bischöfe sind über Jahrhunderte gemehrt, d. h., sie enthalten in der Regel das ursprüngliche Familienwappen und daneben das Wappen des Bistums Speyer. Üblich ist eine Vierung mit den beiden Wappen im Wechsel. Für Speyer steht ein silbernes Kreuz auf blauem Grund. Von 1546 bis 1789 waren die Fürstbischöfe in Personalunion auch Fürstpröpste der Fürstpropstei Weißenburg, der Besitz des Klosters im Elsass war in das Hochstift integriert. Deshalb ist ein Wappenbestandteil das zugehörige Motiv einer silbernen Burg mit Tor und zwei Türmen, darüber eine goldene Krone auf Rot. Sofern der Bischof auch Bischof weiterer Bistümer war, bestand das Wappen aus weiteren Elementen – im Bild u. a. gelöst durch ein Herzschild oder weitere Teilungen. Heutige Bischofswappen knüpfen an diese Tradition an.
Das alte Hochstift Speyer bestand rechtsrheinisch bis 1810, die linksrheinischen Bistumsteile waren schon 1801 im Frieden von Lunéville staatsrechtlich an Frankreich gefallen und kirchenrechtlich zwischen den Diözesen Straßburg und Mainz aufgeteilt worden.
1817 hat man aus diversen linksrheinischen Gebieten der ehemaligen Bistümer Speyer, Mainz, Worms, Straßburg und Metz das heutige Bistum Speyer, mit der gleichnamigen Bischofsstadt als Zentrum, neu formiert.

## Liste der Bischöfe von Speyer
| Nr.   | Bischof                                                   | von    | bis  | Anmerkungen | Abbildung | Wappen |
| ----- | --------------------------------------------------------- | ------ | ---- | --- | --- | --- |
| 01    | Jesse                                                     | um 346 |      | Jesse gilt als erster Speyerer Bischof, der lange vor den anderen Bischöfen außerhalb der zusammenhängenden Bischofsliste überliefert ist. | | |
| 02    | Hilderich                                                 | um 614 |      | Hilderich lebte um 600 und ist der erste konkret fassbare Bischof von Speyer, mit dem auch die zusammenhängende Bischofsliste beginnt. 614 ist seine Teilnahme bei dem von Frankenkönig Chlothar II. einberufenen Pariser Konzil urkundlich fassbar. Er weihte 616 in Konstanz den Diakon Johann zum Bischof. | | |
| 03    | Athanasius                                                | ?      | 650  | Athanasius war Hofkaplan König Dagoberts I. Unter seinem Episkopat wurde der erste, merowingische Dom in Speyer errichtet und die dortige Abtei Germansberg gegründet, im Umland das Kloster Klingenmünster. | | |
| 04    | Principius                                                | 650    | 659  | König Sigibert III. nennt Principius um 650 in einer Schenkungsurkunde für den Zehnten im Speyergau einen „apostolischen Mann“ und seinen „Vater und Herrn“, woraus sich auf eine nähere Beziehung zwischen beiden schließen lässt. Die großzügige Schenkung legte den Grundstock für die finanzielle Sicherung des Bistums Speyer bis zur Säkularisation. | | |
| 05    | Dragobodo                                                 | 660    | 700  | Dragobodo gilt als Gründer von Kloster Weißenburg und war dort Abt. Als Bischof von Speyer erhielt er von König Childerich II. ein Privileg, welches das Bistum von jeder königlichen Steuerabgabe befreite. Dragobodo unterzeichnete auf der Synode zu Trier, 664, zusammen mit Bischof Chlodulf von Metz, die Urkunde zur Gründung des Vogesen-Klosters Saint-Dié. Im Pontifikat Dragobodos wurde am 10. September 670, bei Rülzheim unweit Speyer, Bischof Theodard von Maastricht, von fränkischen Adeligen ermordet und vorläufig beigesetzt (später nach Lüttich überführt). An seiner Todesstelle entstand ein bis heute existierender Wallfahrtsort, einer der ältesten im Bistum Speyer. | | |
| 06    | Atto                                                      | 701    | 709  | Atto wird in der ältesten Speyerer Bischofsliste, die zwischen 1078 und 1088 in der Abtei Schäftlarn entstand, unter dem Namen Ato und erst an 8. Stelle geführt. Allerdings ist dort die Gruppe der ersten 8 Bischöfe unvollständig und in Unordnung. Laut Jakob Baumann (Der Pilger, 1906) gibt es über ihn keine Urkunden; man kennt ihn lediglich dem Namen nach aus der besagten Bischofsliste bzw. der Überlieferung. Auch die anderen Quellen bieten zu Atto nur seine vermutlichen Regierungsdaten. | | |
| 07    | Sigwin                                                    | 709    | 725  | Sigwin wird in der ältesten Speyerer Bischofsliste, die zwischen 1078 und 1088 in der Abtei Schäftlarn entstand, unter dem Namen Sigiwin und an der korrekten 7. Stelle geführt. Laut Jakob Baumann (Der Pilger, 1906) gibt es über ihn keinerlei Urkunden; man kennt ihn lediglich dem Namen nach aus der besagten Bischofsliste bzw. der Überlieferung. Sigwins Pontifikat fällt in die kriegerische Zeit des Niederganges der Merowinger-Dynastie und des Beginns der Wirksamkeit des Hl. Philipp von Zell, des Hl. Pirminius und des Hl. Bonifatius. | | |
| 08    | Luido                                                     | 725    | 743  | Überlieferungsgemäß war Luido ein Mönch aus dem Kloster Weißenburg; Wilhelm Eisengrein (1543–1584) bezeichnet ihn 1564 in seiner Speyerer Chronik als einen „Heiligen“. 738, brachte St. Bonifacius aus Rom ein Sendschreiben Papst Gregor III. mit, worin Bischof Luido namentlich genannt ist. Um 740 nahm er an der Synode von Regensburg teil, 742 auch an dem sehr bedeutenden, 1. Deutschen Nationalkonzil (Concilium Germanicum). | | |
| 09    | David                                                     | 743    | 759  | David war zugleich Abt von Kloster Weißenburg und erscheint mit dieser Funktion in dortigen Urkunden ab 744. Er nahm als Speyer Oberhirte an der fränkischen Synode des Jahres 747 in Mainz teil. Während seiner Regierung wurde mit päpstlicher Bulle vom 4. November 748 das Bistum Speyer als Suffragandiözese dem Hl. Bonifatius in Mainz unterstellt. Während seines Pontifikats starben in der heutigen Diözese Speyer St. Pirminius und St. Philipp von Zell. | | |
| 10    | Basinus                                                   | 762    | 770  | | | |
| 11    | Fraido                                                    | 782    | 804  | Fraido, auch Flaido, ist auch als Abt von Klingenmünster bekannt. | | |
| 12    | Benedikt                                                  | 814    | 829  | | | |
| 13    | Hertin                                                    | 830    | 845  | auch Bertin | | |
| 14    | Gebhard I.                                                | 845    | 880  | auch Gebehard | | |
| 15    | Gotedank                                                  | 881    | 895  | | | |
| 16    | Einhard I.                                                | 895    | 913  | auch Meinhard, wurde 913 nach einem verlorenen Machtkampf mit Werner, Graf im Speyergau aus dem Haus der Konradiner – oft als historisch erster fassbarer Salier bezeichnet –, geblendet und verstümmelt; an den Folgen ist er verstorben. Der Fall wurde 916 auf der Synode von Hohenaltheim untersucht; als Berichterstatter wurde Bischof Richowo von Worms beauftragt. Das Ergebnis der Nachforschungen von Richowo ist nicht übermittelt. | | |
| 17    | Bernhard                                                  | 914    | 922  | | | |
| 18    | Amalrich                                                  | 923    | 943  | | | |
| 19    | Reginbald I.                                              | 944    | 950  | Reginbald I., auch Reginhard, nahm an der Universalsynode von Ingelheim teil. | | |
| 20    | Gottfried I.                                              | 950    | 960  | | | |
| 21    | Ottgar                                                    | 962    | 970  | | | |
| 22    | Balderich                                                 | 970    | 986  | | | |
| 23    | Rupert                                                    | 986    | 1004 | | | |
| 24    | Walter                                                    | 1006   | 1031 | Walter ist auch als Dichter in die Geschichte eingegangen, einige seiner Werke haben sich erhalten. Er war Hofkaplan Ottos III. | | |
| 25    | Siegfried I.                                              | 1031   | 1031 | | | |
| 26    | Reginger                                                  | 1032   | 1033 | | | |
| 27    | Reginbald II.                                             | 1033   | 1039 | Reginbald II. von Dillingen, auch Regimbald, war zunächst Abt von Kloster Sankt Ulrich und Afra Augsburg, Kloster Ebersberg und anschließend von Kloster Lorsch. Er gilt als fromm und gebildet, außerdem wird er als Seliger verehrt. In seiner Zeit als Bischof begann König Konrad II. mit dem Bau des Speyerer Domes. | | Sarkophagdeckel im Speyerer Dom |
| 28    | Sigibodo I.                                               | 1039   | 1051 | Sigibodo I. stammte aus einem fränkischen Geschlecht und erhielt seine geistliche Ausbildung in Speyer. Unter Sigibodo entstand das Allerheiligenstift unweit des Speyerer Domes. | | |
| 29    | Arnold I.                                                 | 1051   | 1056 | Arnold I. stammte vermutlich aus der Familie von Falkenberg von Burg Falkenberg. Er war zunächst Abt im Kloster Weißenburg. | | |
| 30    | Konrad I.                                                 | 1056   | 1060 | | | |
| 31    | Einhard II.                                               | 1060   | 1067 | Einhard II. stammte aus dem Geschlecht der Grafen von Katzenelnbogen. Im November 1061 soll er für Agnes von Poitou in Speyer die Schleiernahme vollzogen haben. | | Familienwappen im Ingeram-Codex |
| 32    | Heinrich I. von Scharfenberg                              | 1067   | 1072 | siehe auch Burg Scharfenberg | | |
| 33    | Rüdiger gen. Huzmann                                      | 1074   | 1090 | Rüdiger leitete die renommierte Domschule, an der Benno von Osnabrück als Lehrer tätig war. Im Investiturstreit hielt sich Rüdiger als Bischof an der Seite König Heinrichs IV. Für seine königstreuen Aktivitäten wurde er von Papst Gregor VII. gebannt. Um den Bann zu lösen, sprach er in Rom vor und nahm eine Klosterhaft auf sich. Zurück als Bischof riskierte er einen weiteren Bann, was im ebenfalls kaisertreuen Speyer ohne weitere Auswirkungen blieb. Heinrich IV. stärkte die Position des Bistums vor allem durch die Schenkung zweier Grafschaften, darunter Teilen des Speyergaus. | | |
| 34    | Johannes I.                                               | 1090   | 1104 | Johannes I. war Graf im Kraichgau und stammte aus der Familie der Zeisolf-Wolfram. Als Parteigänger der Salier blieb Heinrich auch im Investiturstreit an der Seite Heinrichs IV. Beim Durchzug von Kreuzrittern 1096 stellte er die Juden unter seinen persönlichen Schutz. | | |
| 35    | Gebhard II. von Urach                                     | 1104   | 1107 | Gebhard II. von Urach, auch Gerhard, stammte aus dem Geschlecht der Grafen von Urach. Gebhard ist als Abt im Kloster Hirsau seit 1091 als Nachfolger des Wilhelm von Hirsau bekannt. | | |
| 36    | Bruno von Saarbrücken                                     | 1107   | 1123 | Bruno von Saarbrücken stammte aus dem Geschlecht der Grafen von Saarbrücken, die von den Saliern mit wichtigen Ämtern betraut wurden. Bruno war der Sohn des Grafen Siegbert und ein Bruder von Friedrich von Saarbrücken und des Mainzer Erzbischofs Adalbert I. von Saarbrücken, damit auch Onkel von Adalbert II. von Saarbrücken (siehe auch Liste der Grafen von Saarbrücken). Bevor Bruno Bischof von Speyer wurde, war er Abt im Kloster Lorsch. | | |
| 37    | Arnold II. von Leiningen                                  | 1124   | 1126 | Arnold II. von Leiningen stammte aus der Familie von Leiningen, die mit Heinrich von Leiningen und Emich von Leiningen später weitere Speyerer Bischöfe stellte. Seine Zeit als Bischof dauerte nur wenige Jahre. | | Wappen der Familie |
| 38    | Siegfried II. von Wolfsölden                              | 1127   | 1146 | Im Streit um die Krone unterstützte Siegfried II. den Welfen Lothar III., die stauferfreundliche Stadt Speyer hielt sich an den Gegenkönig Konrad III. und verjagte den Bischof zunächst aus der Stadt. In der Belagerung der befestigten Stadt durch Lothar III. und dem Mainzer Erzbischof Adalbert I. von Saarbrücken musste sich das ausgehungerte Speyer schließlich beugen. Nach dem Tode Lothars III. setzten sich allerdings die Staufer durch. | | |
| 39    | Günther von Henneberg                                     | 1146   | 1161 | Günther war, wie auch sein Bruder, Gefolgsmann der Staufer. Seine größte Leistung war die Verlegung und Neugründung des Klosters Maulbronn im Jahre 1147, das sich dadurch zu einem der wichtigsten Stützpunkte geistlichen Lebens im Schwarzwald entwickelte. | Stiftertafel, rechter Innenflügel. Bischof Günther von Henneberg und Walter von Lomersheim bringen der Mutter Gottes ihre Stiftung dar. | Familienwappen im Scheiblerschen Wappenbuch                                                                                           |
| 40    | Ulrich I. von Dürrmenz                                    | 1163   | 1163 | Ulrich I. wird ab dem 30. August 1159 als Reichskanzler des Kaisers Barbarossa geführt. Dieser dürfte auf Ulrichs Wahl zum Bischof im Jahr 1162 erheblichen Einfluss genommen haben; Ulrich wurde angesichts des Konflikts zwischen dem Kaiser und Papst Alexander III. durch den Heiligen Stuhl nicht als Bischof bestätigt. Ulrichs Amtszeit war geprägt von Streitigkeiten mit den Bürgern von Speyer. | | Wappengleiches Wappen der Enzberg im Scheiblerschen Wappenbuch                                                                        |
| 41    | Gottfried II.                                             | 1164   | 1167 | | | |
| 42    | Rabodo von Lobdaburg                                      | 1173   | 1176 | Rabodo stammte aus der Familie der Lobdeburger. | | |
| 43    | Konrad II.                                                | 1176   | 1178 | | | |
| 44    | Ulrich II. von Rechberg                                   | 1178   | 1187 | Ulrich II. von Rechberg stammte aus dem schwäbischen Adelsgeschlecht der Grafen von Rechberg. Ulrich II. steht in einer Reihe von Speyerer Bischöfen, die eng an die staufischen Kaiser angelehnt waren. | | Familienwappen in Johann Siebmachers Wappenbuch                                                                                       |
| 45    | Otto von Henneberg                                        | 1190   | 1200 | Otto stammte aus dem fränkischen Grafengeschlecht der von Henneberg, die wenige Jahrzehnte zuvor mit seinem Bruder Günther von Henneberg bereits in Speyer einen Bischof stellten und im 12. Jahrhundert auch als Bischöfe von Würzburg mehrfach vertreten waren. Otto steht in einer Reihe von Speyerer Bischöfen, die eng an die staufischen Kaiser angelehnt waren. | | Familienwappen im Scheiblerschen Wappenbuch                                                                                           |
| 46    | Konrad III. von Scharfenberg                              | 1200   | 1224 | Konrad III. war seit 1212 zugleich Bischof von Metz. | | |
| 47    | Beringer von Entringen                                    | 1224   | 1232 | Beringer war ein Berater König Heinrichs VII. und wirkte am Hoftag zu Worms 1231 mit. In seiner Zeit wurde das Zisterzienserinnenkloster Heilsbruck und das Reuerinnenkloster St. Magdalena gegründet. Die Franziskaner durften ihre Niederlassung in die Stadt Speyer hineinverlegen. | | Wappen des Beringer von Entringen aus Albertis Wappenbuch                                                                             |
| 48    | Konrad IV. von Tann                                       | 1233   | 1236 | Konrad IV. entstammte den Ministerialen von Dahn. 1220/1221 begleitete er Bischof Konrads III. von Scharfenberg auf dessen Italienfahrt, 1227 befand er sich als Vertreter der Reichsregierung in England, zu Verhandlungen mit König Heinrich III. Als Bischof ist seine Teilnahme an zwei Synoden gegen die Ketzerverfolgung des Konrad von Marburg belegt und seine diesbezügliche Entsendung eines Speyerer Klerikers zum Bericht nach Rom. Er starb am Weihnachtsabend 1236. | | |
| 49    | Konrad V. von Eberstein                                   | 1237   | 1245 | Konrad V. entstammte dem Adelsgeschlecht Eberstein, seine Mutter war eine von Andechs. Über sie war er nahe verwandt mit der Hl. Hedwig und der Hl. Elisabeth von Thüringen. Politisch zählte er zu den Parteigängern von Papst Innozenz IV. gegen die Hohenstaufen. Er wurde im Familien-Kloster Herrenalb begraben. | | Familienwappen im Scheiblerschen Wappenbuch                                                                                           |
| 50    | Heinrich II.                                              | 1245   | 1272 | Heinrich II. besetzte aufgrund einer päpstlichen Expektanz Würzburg, die 1255 entsetzt wurde. Nach einer Schlichtung verzichtete er auf seine Ansprüche als Bischof von Würzburg (1254–1255) und starb 1272 als Bischof von Speyer. 1270 ist die Bischofspfalz Speyer erstmals urkundlich belegt. | | Wappen der Familie |
| 51    | Friedrich von Bolanden                                    | 1272   | 1302 | Friedrich stammte aus der Familie von Bolanden. | | |
| 52    | Sigibodo II. von Lichtenberg                              | 1302   | 1314 | Unter Sigibodo kam es zu massiven Auseinandersetzungen mit der Stadt Speyer. Am Ende kriegerischer Handlungen erfüllte der Bischof weitgehend die Forderungen der Bürgerschaft. | | Familienwappen im Ingeram-Codex |
| 53    | Emich                                                     | 1314   | 1328 | Emich erteilte Ludwig dem Bayern auf seinem Italienfeldzug zusammen mit dem Eichstätter Bischof Gebhard III. von Graisbach die Salbung zum König der Lombardei. Da er als Parteigänger Ludwigs Urteile von Papst Johannes XXII. nicht veröffentlichte, wurde er 1327 exkommuniziert. | | Wappen der Familie |
| 54    | Berthold von Buchegg                                      | 1328   | 1328 | Papst Johannes XXII. wählte Berthold als einen Gegner Ludwigs des Bayern aus. Trotz Warnungen des Papstes nahmen die Speyerer Domherren Wahlen vor und entschieden sich für Walram von Veldenz. Berthold konnte sich auch mit militärischen Mitteln nicht in Speyer halten und wurde Bischof von Straßburg (1328–1353). | | |
| 55    | Walram von Veldenz                                        | 1329   | 1336 | Walram von Veldenz wurde 1329 von Papst Johannes XXII. ernannt, der seinen Vorgänger Berthold von Buchegg aufforderte, das Hochstift zu räumen. Walram war ein Anhänger Ludwigs des Bayern und vertrat die Interessen seiner leiningischen Verwandtschaft. Aufgrund der langanhaltenden finanziellen Schieflage des Hochstiftes gab Walram 1330/1331 seine weltlichen Funktionen an einen Administrator in der Person des Balduin von Luxemburg ab. | | |
| [ 4 ] | Balduin von Luxemburg                                     | 1332   | 1336 | In den letzten Jahren von Walram von Veldenz war Balduin Administrator von Speyer und ebenso Administrator von Mainz (1328–1336). Er war außerdem Bischof von Trier (1307–1354). | Mitte: Balduin, Bilderzyklus des Codex Balduini Trevirensis 1341                                                                        | Modernes Fensterbild des fürstbischöflichen Wappens                                                                                   |
| 56    | Gerhard von Ehrenberg                                     | 1336   | 1363 | Mit Gerhard aus der Familie von Ehrenberg wurde erstmals ein Bischof aus dem Kraichgauer Ritterstand erwählt. Zunächst Mitarbeiter der Kanzlei Ludwigs des Bayern stand er in dessen Gunst und wechselte erst nach dessen Tod auf die Seite Karls IV. Die Judenverfolgungen von 1349 als Ausuferungen der Pest konnte er nicht verhindern. | Nachbildung des Epitaphs | Familienwappen im Scheiblerschen Wappenbuch                                                                                           |
| 57    | Lamprecht von Brunn                                       | 1364   | 1371 | Lamprecht, in anderen Quellen auch Lambert, Lampert oder Lambrecht bezeichnet, verdankte seine Position kaiserlicher Protektion und persönlichen Qualitäten. 1364/65 musste er sich in Speyer erst gegen den vom Domkapitel gewählten Gegenbischof Eberhard von Randeck durchsetzen, der schließlich resignierte und abgefunden wurde. Seit 1354 war Lamprecht Abt des Klosters Gengenbach im Schwarzwald. 1363–1364 wurde Lamprecht zusätzlich Bischof von Brixen, 1364–1371 war er Bischof von Speyer und 1371–1374 Bischof von Straßburg. Erst mit Amtsantritt als Bischof von Bamberg (1374–1398) legte er sein Amt als Abt von Gengenbach nieder. Er war enger Berater Karls IV. und später Kanzler dessen Sohns König Wenzel der Faule. Lamprecht zeichnete sich gegenüber seinen Nachbarn durch eine nachhaltige Friedenspolitik aus. Das einzige Kartäuserkloster wurde 1381 in Nürnberg gegründet. Im Jahre 1395 gründete er außerdem das Elisabethen-Spital in Scheßlitz und stiftete ihm seine Bibliothek.                                                  | | Familienwappen nach Lorenz Fries: Chronik der Bischöfe von Würzburg, 1574–1582                                                        |
| 58    | Adolf I. von Nassau                                       | 1371   | 1381 | Nach seinem Studium der Rechtswissenschaft in Padua und Bologna wurde Adolf I. im Alter von 18 Jahren zum Bischof von Speyer und anschließend auch zum Erzbischof von Mainz (1381–1390) gewählt. Aufgrund von zwei verschiedenen Parteien, die beide verschiedene Kandidaten in der Position des Erzbischofs sehen wollten, kam es während seiner Amtszeit zu Streitigkeiten zwischen einer Koalition von Fürsten und Grafen unterstützt, darunter Herzog Otto von Braunschweig-Göttingen, Johann von Nassau-Dillenburg, Graf Heinrich VI. von Waldeck und Graf Gottfried VIII. von Ziegenhain, die Adolf unterstützten, und Kaiser Karl IV., seinem Sohn Wenzel, den drei Markgrafen von Meißen (Ludwigs Brüder) und Landgraf Heinrich II. von Hessen. Erst nach dem Tod von Papst Gregor XI. wurde Adolf in seiner Position bestätigt. Er stiftete, zwei Wochen vor seinem Tod, die Universität Erlangen. | | Familienwappen im Ingeram-Codex |
| 59    | Nikolaus I. von Wiesbaden                                 | 1381   | 1396 | Nikolaus konkurrierte mit seinem Vorgänger um den Bischofsstuhl (siehe Gegenbischof). Erst mit dem Tod Adolfs I. wurde Nikolaus allgemein als Bischof anerkannt. Er stand als Protonator auch der Kanzlei König Ruprechts vor. Durch die Auseinandersetzungen während der Amtszeit Adolfs I. war die finanzielle Lage des Hochstiftes aufs Äußerste angespannt. Seine Bündnisse mit den Pfalzgrafen Rupprecht II. und Rupprecht III. führten vor allem zur weiteren Stärkung der Einflussnahme der Pfalzgrafen in die Belange des Bistums, was sich z. B. in der Besetzung des Domkapitels und des Bischofstuhls äußerte. | | |
| 60    | Raban von Helmstatt                                       | 1396   | 1430 | Raban trat – wie in früherer Zeit üblich – bereits im jugendlichen Alter in das Domkapitel ein. Während seiner Amtszeit als Bischof von Speyer war er in den Jahren 1400–1410 als Kanzler König Ruprechts tätig. In seiner Funktion als Erzbischof von Trier (1430–1439) verpfändete er in den 1430er Jahren die Stadt Cochem und Burg Ehrenbreitstein, was zu mehrjährigen kriegerischen Auseinandersetzungen führte. Nachdem er am 20. Oktober 1438 von seinem Amt Speyerer Bischof zurückgetreten war, legte er 1439 auch das Amt des Trierer Erzbischofs nieder. | | Familienwappen im Scheiblerschen Wappenbuch                                                                                           |
| 61    | Adolf von Eppstein                                        | 1430   | 1433 | Adolf, der aus der Familie von Eppstein stammte, wurde am 22. Mai 1430 von Papst Martin V. zum Nachfolger von Raban ernannt. Nach dem Tod Adolfs von Eppstein 1433/34 verwaltete wieder Raban von Helmstatt das Bistum. | | Familienwappen im Scheiblerschen Wappenbuch                                                                                           |
| 62    | Reinhard von Helmstatt                                    | 1438   | 1456 | Um Reinhard den Aufstieg zum Bischof zu ermöglichen, wurde sein Bruder ab 1424 genötigt, das Amt des Dompropstes aufzugeben und an ihn abzugeben. Dieser wurde schließlich bis 1436 festgesetzt. Reinhard legte als Bischof 1447 den Grundstein für die Liebfrauenkirche in Bruchsal. | | Familienwappen im Scheiblerschen Wappenbuch                                                                                           |
| 63    | Siegfried III. von Venningen                              | 1456   | 1459 | Durch Heirat der Schwester mit Konrad von Helmstatt, einem Großneffen Rabans von Helmstatt, gelangte Siegfried III. und damit auch die Familie Venningen in höchste Speyerer Kreise. In seiner dreijährigen Zeit als Bischof setzte Siegfried III. die Annäherung des Bistums an die Kurpfalz weiter fort und pflegte ein freundschaftliches Verhältnis zu Friedrich I. von der Pfalz. | | Familienwappen im Scheiblerschen Wappenbuch                                                                                           |
| 64    | Johannes II. Nix von Hoheneck                             | 1459   | 1464 | Johannes II. Nix, der auch den Namenszusatz gen(nannt) Enzenberger trug, stellte sich in der Mainzer Stiftsfehde gegen Friedrich I. von der Pfalz. Er musste sich ihm nach der Schlacht bei Seckenheim unterwerfen und war am 4. Juli 1464 zur Abdankung gezwungen. | | Familienwappen |
| 65    | Matthias von Rammung                                      | 1464   | 1478 | Bedeutender Reformbischof, zugleich Kanzler der Kurpfalz. Der Historiker Franz Xaver Glasschröder (1864–1933) bezeichnete Matthias von Rammung als „den bedeutendsten der mittelalterlichen Speyerer Bischöfe“. Er erbaute den heutigen Chor der Marienwallfahrtskirche Waghäusel, dessen Gewölbeschlussstein sein Bischofswappen ziert. | zeitgenössische Buchminiatur | Wappenstein Wallfahrtskirche Waghäusel                                                                                                |
| 66    | Ludwig von Helmstatt                                      | 1478   | 1504 | Ludwig war der Neffe Bischofs Reinhard von Helmstatt sowie Großneffe des Bischofs Raban von Helmstatt. Ab 1453 wird er als Domherr zu Mainz und Speyer, ab 1478 bis zu seinem Tod als Bischof von Speyer erwähnt. In Bruchsal wird er als Grundsteinleger des alten Schlosses genannt. In seiner Regierungszeit kam es aus diversen Gründen zu deutlichen Steuererhöhungen, was als eine der Ursachen für das Übergreifen des Bauernkrieges auf das Bistum gilt. Der Bischof war sehr pflichteifrig und führte Reformen im Klerus durch. Jakob Wimpfeling lobte seine Gerechtigkeit und Frömmigkeit in einem Gedicht. | | Bischofswappen, Pfarrkirche St. Ulrich (Deidesheim)                                                                                   |
| 67    | Philipp I.                                                | 1504   | 1513 | Philipp I. bekämpfte in 17 noch vorhandenen Sendbriefen die Missstände bei Geistlichen und Laien. Er ließ eine Diözesan-Agende bei Peter Drach in Speyer drucken. Unter Bischof Philipp I. errichtete man 1509, südlich des Domes, den künstlerisch sehr wertvollen Ölberg, ein bis heute existierendes Meisterwerk der Renaissancebildhauerei. | | Wappensiegel Bischof Philipp von Rosenbergs, links das Speyerer Diözesanwappen mit Kreuz, rechts das Familienwappen der von Rosenberg |
| 68    | Georg von der Pfalz                                       | 1513   | 1529 | Georg, ein Wittelsbacher, bemühte sich, dem aufkeimenden Protestantismus mit Verboten zu begegnen und dem Verfall des religiösen Lebens entgegenzuwirken. Im Pfälzer Bauernkrieg floh er nach Heidelberg. Er suchte die Verhandlungen mit den Aufständischen, die schließlich von der Kurpfalz besiegt wurden. 1529 nahm er am Reichstag zu Speyer teil. Er starb noch im selben Jahr am Englischen Schweiß. | zeitgenössisches Gemälde auf Holz. | Familienwappen der Wittelsbacher |
| 69    | Philipp II.                                               | 1529   | 1552 | 1481 in Kaiserslautern als Sohn des dortigen kurpfälzischen Amtmannes geboren, studierte Philipp in Heidelberg, Paris und Löwen, promovierte, wurde 1501 Domherr in Worms und Speyer, 1504 Rektor der Universität Heidelberg; dann Domsänger in Speyer, 1529 Dompropst und am 22. Oktober selben Jahres Speyerer Bischof. Er versuchte mit Güte und religiösem Eifer die Reformation im Bistum aufzuhalten, was ihm nur teilweise gelang. Er konsolidierte die Finanzen, und hob den Wohlstand seiner Untertanen. Er war politischer Berater des Kaisers und anderer Fürsten; außerdem Schwager von Franz von Sickingen. Er vereinigte die Propstei Weissenburg mit dem Bistum. Er starb am 14. August 1552 in Zabern, auf der Flucht vor den Kriegsgeschehnissen des Zweiten Markgrafenkrieges und wurde später im Speyerer Dom beigesetzt. | zeitgenössisches Gemälde | Wappensiegel Familienwappen in Johann Siebmachers Wappenbuch                                                                          |
| 70    | Rudolf von und zu Frankenstein                            | 1552   | 1560 | Rudolf stammte aus der Familie von Frankenstein. Nach Studien an verschiedenen Universitäten war er Domherr in Mainz und nach verschiedenen diplomatischen Missionen erwählte man ihn zum Bischof von Speyer. | | Wappen der Familie |
| 71    | Marquard von Hattstein                                    | 1560   | 1581 | Unter Marquard wurde das 1552 zerstörte Hambacher Schloss wieder aufgebaut. | zeitgenössischer Stich | Bischöfliches Wappen |
| 72    | Eberhard von Dienheim                                     | 1581   | 1610 | In der Zeit von 1583 und 1588 besuchte Eberhard seine Landgemeinden. Die erhaltenen Protokolle zeichnen besorgniserregende Verhältnisse, die Eberhard zu Reformen veranlassen. Viele Dorfpfarrer waren zu dieser Zeit schlecht ausgebildet und waren auf zusätzliche bäuerliche Arbeit angewiesen, um ihren Lebensunterhalt zu bestreiten. | zeitgenössisches Gemälde | Fürstbischöfliches Wappen |
| 73    | Philipp Christoph von Sötern                              | 1610   | 1652 | auch Erzbischof von Trier und Fürstabt von Prüm (1623–1652) | zeitgenössischer Stich von Matthäus Merian                                                                                              | Fürstbischöfliches Wappen als Ausschnitt aus einem Stich von Matthäus Merian Familienwappen in Johann Siebmachers Wappenbuch          |
| 74    | Lothar Friedrich von Metternich-Burscheid                 | 1652   | 1675 | auch Erzbischof von Mainz (1675–1711) und Bischof von Worms (1675–1711) | zeitgenössisches Gemälde | Modernes Fensterbild des fürstbischöflichen Wappens                                                                                   |
| 75    | Johann Hugo von Orsbeck                                   | 1675   | 1711 | (auch Erzbischof und Kurfürst von Trier und Fürstabt von Prüm) Johann Hugo von Orsbeck studierte am Collegium Germanicum in Rom; 1672 wählte man ihn in Trier zum Koadjutor und Nachfolger seines Onkels Karl Kaspar von der Leyen, mit Datum vom 16. Juli 1675 zum Bischof von Speyer. Kaum hatte er dieses Amt inne, starb am 4. Juni 1676 sein Onkel. Bischof Orsbeck trat nun in Trier dessen Nachfolge an und verließ Speyer für immer; nur einmal, nämlich 1677, kehrte er zur Huldigung kurz zurück. Zu seinem Speyerer Vertreter setzte der Oberhirte am 13. August 1676 den fähigen Domherrn Heinrich Hartard von Rollingen ein. Orsbeck war von großer persönlicher Frömmigkeit und ein Mann kirchlicher Konsolidierung. Seine Regierung wurde von den ständigen Kriegen überschattet, mit denen man seine Territorien überzog. In beiden Bistümern wirkte er sehr segensreich, in Speyer aber nur durch die Hand seines langjährigen Statthalters Hartard von Rollingen. Bischof von Orsbeck wurde im Trierer Dom begraben, sein Herz ruht im Speyerer Dom. | zeitgenössischer Stich | |
| 76    | Heinrich Hartard von Rollingen                            | 1711   | 1719 | Rollingen studierte am Collegium Germanicum in Rom, erhielt 1658 dort die Priesterweihe und amtierte 1661 Domkapitular in Trier und Speyer. Kaum war Johann Hugo von Orsbeck am 16. Juli 1675 Bischof von Speyer geworden, starb sein Onkel, der Bischof und Kurfürst von Trier, dessen Nachfolger er war. Bischof Orsbeck verließ deshalb Speyer für immer und setzte am 13. August 1676 zu seinem dortigen Statthalter den Domherrn, Heinrich Hartard von Rollingen ein. Er erhielt auch die Bischofsweihe. Unter seiner Statthalterschaft besetzten und verwüsteten die Franzosen große Teile des Bistums. 1689 brannten sie Speyer komplett nieder; vom Dom blieb nur eine Ruine übrig, die Rollingen vor dem Abriss bewahrte. Nach dem Tode von Bischof Orsbeck wählte ihn das Domkapitel am 26. Februar 1711 einstimmig zum Bischof von Speyer. Rollingen – fromm, sehr aktiv und hochgebildet – war zu diesem Zeitpunkt bereits 77 Jahre alt. | zeitgenössisches Gemälde | Fürstbischöfliches Wappen am Portal der kath. Pfarrkirche St. Barbara, Hainfeld (1718)                                                |
| 77    | Damian Hugo Philipp von Schönborn-Buchheim                | 1719   | 1743 | Damian Hugo Philipp steht für eine friedliche Zeit des Bistums, in der es zu einem wirtschaftlichen und kulturellen Aufschwung kam. Es gelang Damian Hugo Philipp den Staatshaushalt zu konsolidieren. Er führte u. a. die allgemeine Schulpflicht ein. Der Bischofssitz wurde nach Schloss Bruchsal verlagert. Damian Hugo Philipp war ab 1740 bis zu seinem Lebensende gleichzeitig auch Bischof von Konstanz. | Gemälde | Fürstbischöfliches Prunkwappen an der Fassade von Schloss Bruchsal                                                                    |
| 78    | Franz Christoph von Hutten zum Stolzenberg                | 1743   | 1770 | | Gemälde | Fürstbischöfliches Wappen |
| 79    | Damian August Philipp Karl Graf von Limburg-Vehlen-Stirum | 1770   | 1797 | | zeitgenössisches Gemälde | |
| 80    | Philipp Franz Wilderich Nepomuk von Walderdorf            | 1797   | 1810 | Philipp Franz Wilderich war der letzte Fürstbischof von Speyer. Das linksrheinische Gebiet wurde von Frankreich säkularisiert. Das rechtsrheinische Gebiet wurde 1802 dem Markgrafen von Baden zugeschlagen. Philipp Franz Wilderich blieb bis zu seinem Tod 1810 als Bischof kirchliches Oberhaupt für das rechtsrheinische Gebiet. | Gemälde | Wappen der Familie |
|       | Sedisvakanz                                               | 1810   | 1818 | 1803 wurde das Hochstift als weltliches Territorium säkularisiert. Der linksrheinische Teil war staatsrechtlich bereits 1801 an Frankreich gefallen, der rechtsrheinische ging damals im Großherzogtum Baden auf. In geistlicher Hinsicht existierte die alte Diözese rechtsrheinisch, als Rumpfbistum, unter dem Namen „Vikariat Bruchsal“, noch bis 1827 fort und wurde danach dem Erzbistum Freiburg einverleibt. Linksrheinisch waren seine Jurisdiktionsgebiete schon 1802 den französischen Großdiözesen Mainz und Straßburg unterstellt worden. Das heutige Bistum Speyer wurde 1818, nach der politischen Rückgliederung der linksrheinischen Gebiete an Deutschland, auf der linken Rheinseite völlig neu gegründet, unter Verwendung der alten Bischofsstadt Speyer und ihrer berühmten Kathedrale. | | |
| 81    | Matthäus Georg von Chandelle                              | 1818   | 1826 | Chandelle war 1745 als Sohn eines Frankfurter Weinhändlers geboren und wurde 1769 in Mainz zum Priester geweiht. Nach der Besetzung der linksrheinischen Gebiete durch die Franzosen flüchtete Chandelle in den rechtsrheinischen Mainzer Bistumsteil, nach Aschaffenburg und wurde dort Offizial, schließlich Direktor des Aschaffenburger Vikariats. Bei der Neuordnung der bayerischen Bistümer infolge des Konkordats wurde Chandelle 1818 zum Bischof der wiedererstandenen Diözese Speyer ernannt, nachdem der ursprünglich vorgesehene Gregor von Zirkel verstorben war. Chandelle war ein Bürokrat und sehr staatskirchlich orientiert. Es kam zu großen Spannungen zwischen dem Bischof uns seinem Klerus bzw. dem Domkapitel. Er starb am 30. Juni 1826 und wurde auf dem städtischen Friedhof beigesetzt, später hat man ihm im Dom ein Epitaph errichtet, der jedoch inzwischen auf dem Domkapitelsfriedhof steht. | Gemälde | Bischöfliches Wappen < Bischöfliches Wappen auf dem Grabstein                                                                         |
| 82    | Johann Martin Manl                                        | 1827   | 1835 | 1766 in Mainz als Sohn des Hufschmiedes Andreas Mantel geboren. Änderte später seinen Familiennamen in Manl. Benediktinernovize, dann Theologiestudium in Mainz; 1789 dort zum Priester geweiht. 1821 wurde Johann Martin Manl als Domkapitular Mitglied des neuerrichteten Metropolitankapitels in München, im selben Jahr auch Offizial. Am 22. Juli 1826 zum Bischof von Speyer ernannt. Eifrig um seine Amtspflichten und um die administrative Verwaltung des Bistums bemüht; schuf er ein diözesanes Priesterseminar und belebte das liturgische Leben sowie den Kirchengesang. Die Seelsorge blieb ihm fremd, zudem überwarf er sich mit den meisten Mitgliedern des Domkapitels. Er suchte um Versetzung nach und wurde am 25. März 1835 Bischof von Eichstätt (1835). Hier verstarb er schon am 15. Oktober desselben Jahres an einer Lungenentzündung und ist im Dom zu Eichstätt bestattet. | zeitgenössisches Gemälde | Bischöfliches Wappen |
| 83    | Peter von Richarz                                         | 1835   | 1836 | Peter Richarz wurde 1783 als Sohn eines aus Bonn stammenden fürstbischöflichen Husaren in Würzburg geboren und erhielt dort 1807 die Priesterweihe. Seit 1817 Professor an der Würzburger Universität. König Ludwig I. ernannte Richarz am 23. März 1835 zum Bischof von Speyer; zugleich erhob er ihn in den Adelsstand. Engagierter Oberhirte und Prediger, bereiste und visitierte eifrig die Pfarreien vor Ort. Er schloss enge Freundschaft mit den Domkapitularen Johann Jakob Geissel und Nikolaus Weis, seinen beiden bischöflichen Nachfolgern. In vielen Dingen war er jedoch recht eigenwillig, was zu Verstimmungen und Unzufriedenheit im Klerus führte. Um dem Bistum nicht durch seine Person Schaden zuzufügen, bewarb er sich schon nach kurzer Zeit um das vakant gewordene Bistum Augsburg und wurde dort Bischof (1836–1855). Er starb in Augsburg am 2. Juli 1855 und wurde im dortigen Dom beigesetzt. | zeitgenössisches Gemälde | Bischöfliches Wappen |
| 84    | Johannes von Geissel                                      | 1837   | 1841 | Johann Jakob Geissel wurde 1796 als Winzersohn im pfälzischen Gimmeldingen geboren und 1818 zum Priester geweiht. 1822 wurde er in Speyer Domkapitular, 1836 Domdechant und 1837 Bischof. Da Geissel der erste aus der Region stammende Oberhirte der neu zugeschnittenen Diözese Speyer war, kannte er die Verhältnisse aufs Beste und versah sein Amt mit Sorgfalt und großem Engagement. Seinen Freund Nikolaus von Weis, der später sein bischöflicher Nachfolger wurde, berief er zum Generalvikar. Am 24. September 1841 bestimmte der Papst Geissel zum Koadjutor des aus politischen Gründen verbannten Erzbischofs Clemens August Droste zu Vischering für das Erzbistum Köln; als der Erzbischof 1845 starb, wurde Geissel in Köln sein Nachfolger (1845–1862). Unter ihm war bereits ab 1842 der Kölner Dom weitergebaut worden. Geissel wurde während seiner Amtszeit zum Führer des deutschen Episkopats, und Papst Pius IX. ernannte ihn 1850 zum Kardinal. Er verstarb 1864 und wurde im Dom zu Köln beigesetzt.                                        | Fotografie | Erzbischöfliches Wappen an der Mariensäule in Köln                                                                                    |
| 85    | Nikolaus von Weis                                         | 1842   | 1869 | | Fotografie | |
| 86    | Konrad Reither                                            | 1870   | 1871 | | Fotografie | Bischöfliches Wappen |
| 87    | Daniel Bonifaz von Haneberg                               | 1872   | 1876 | Als Bauernsohn in Tannen bei Lenzfried (Kempten) geboren, Studium der Philosophie und Theologie in München, 1839 Promotion und Priesterweihe. 1840 außerordentlicher, 1844 ordentlicher Professor an der Münchener Universität. Unterrichtete die Fächer Altes Testament und Orientalische Sprachen. 1848 Berufung zum Mitglied der Bayerischen Akademie der Wissenschaften. Haneberg galt als Sprachgenie. 1850 Eintritt in die Benediktinerabtei St. Bonifaz zu München, 1854 dort zum Abt gewählt. Teilnahme am I. Vatikanischen Konzil. Mehrfach lehnte er Bischofsernennungen ab, nahm auf päpstlichen Wunsch aber 1872 die Wahl zum Bischof von Speyer an. Eifriger, unermüdlicher Seelsorgebischof, groß und imponierend von Gestalt. Übte sein Amt aus bis zur völligen körperlichen Erschöpfung und starb 1876 an einer Lungenentzündung. Publizierte theologische Bücher. | Fotografie | Bischöfliches Wappen |
| 88    | Joseph Georg von Ehrler                                   | 1878   | 1905 | | Fotografie | Bischöfliches Wappen |
| 89    | Konrad von Busch                                          | 1905   | 1910 | | Fotografie | Bischöfliches Wappen im Chor der Stiftskirche Neustadt an der Weinstraße                                                              |
| 90    | Michael von Faulhaber                                     | 1911   | 1917 | Michael war auch Erzbischof von München und Freising (1917–1952) | Fotografie | Bischöfliches Wappen |
| 91    | Ludwig Sebastian                                          | 1917   | 1943 | | Fotografie | Bischöfliches Wappen |
| 92    | Joseph Wendel                                             | 1943   | 1952 | Joseph war anschließend Erzbischof von München und Freising (1952–1960), Militärbischof der Bundeswehr (1956–1960) | Fotografie von Joseph Wendel (rechts) zusammen mit Konrad Adenauer                                                                      | Bischöfliches Wappen |
| 93    | Isidor Markus Emanuel                                     | 1953   | 1968 | | | Bischöfliches Wappen |
| 94    | Friedrich Wetter                                          | 1968   | 1982 | Friedrich war anschließend Erzbischof von München und Freising (1982–2007) | Fotografie | Bischöfliches Wappen |
| 95    | Anton Schlembach                                          | 1983   | 2007 | | Fotografie | Bischöfliches Wappen |
| 96    | Karl-Heinz Wiesemann                                      | 2008   |      | | Fotografie | Bischöfliches Wappen |

## Nicht zeitgenössische Darstellungen von Bischöfen
Problematisch an nachträglichen Darstellungen ist grundsätzlich die Frage nach einer realistischen Aufbereitung geschichtlicher Zusammenhänge.

### Bischöfe in religiösen Motiven

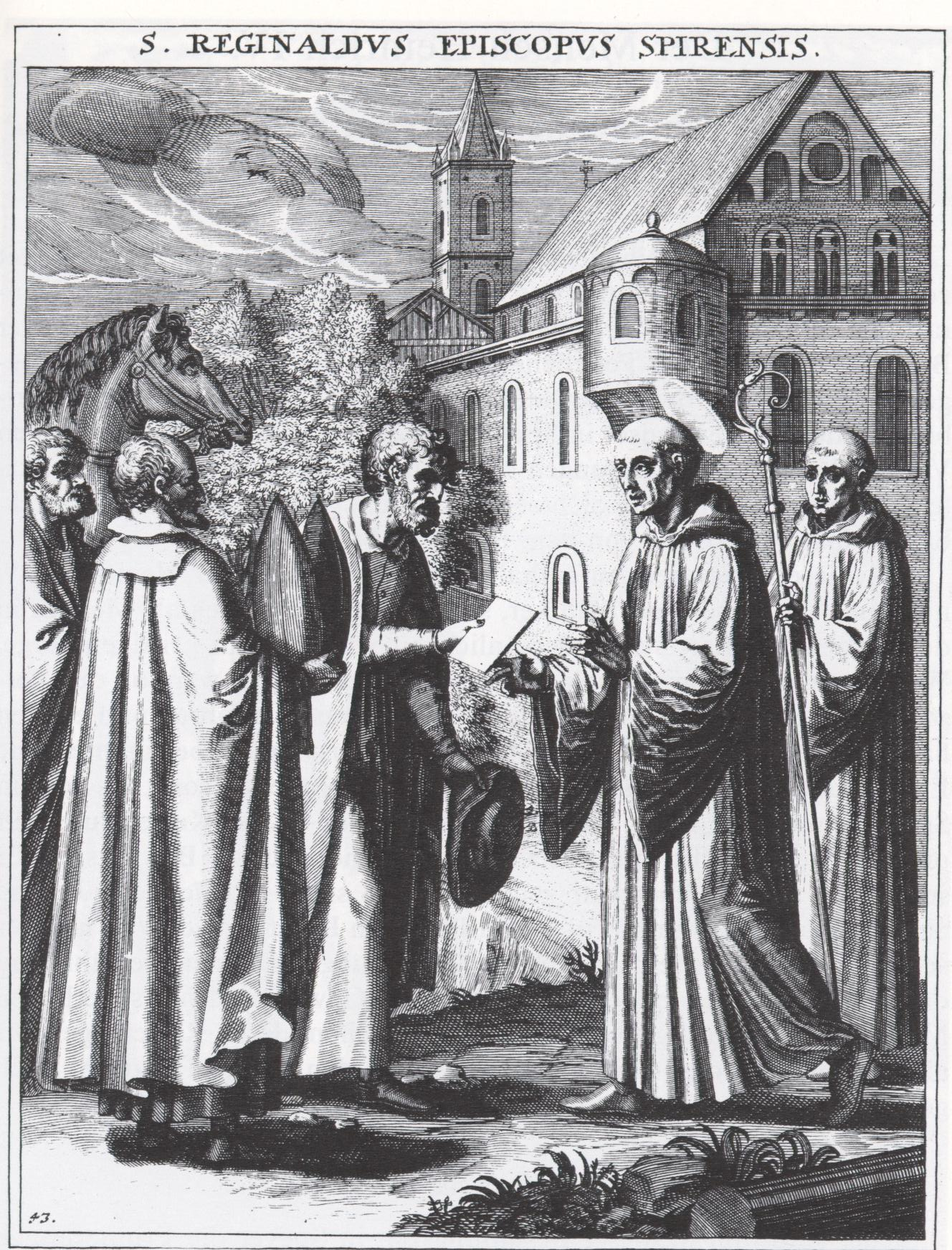
Abt Reginbald wird zum Bischof berufen, aus „Bavaria Sancta et Pia“, 1615
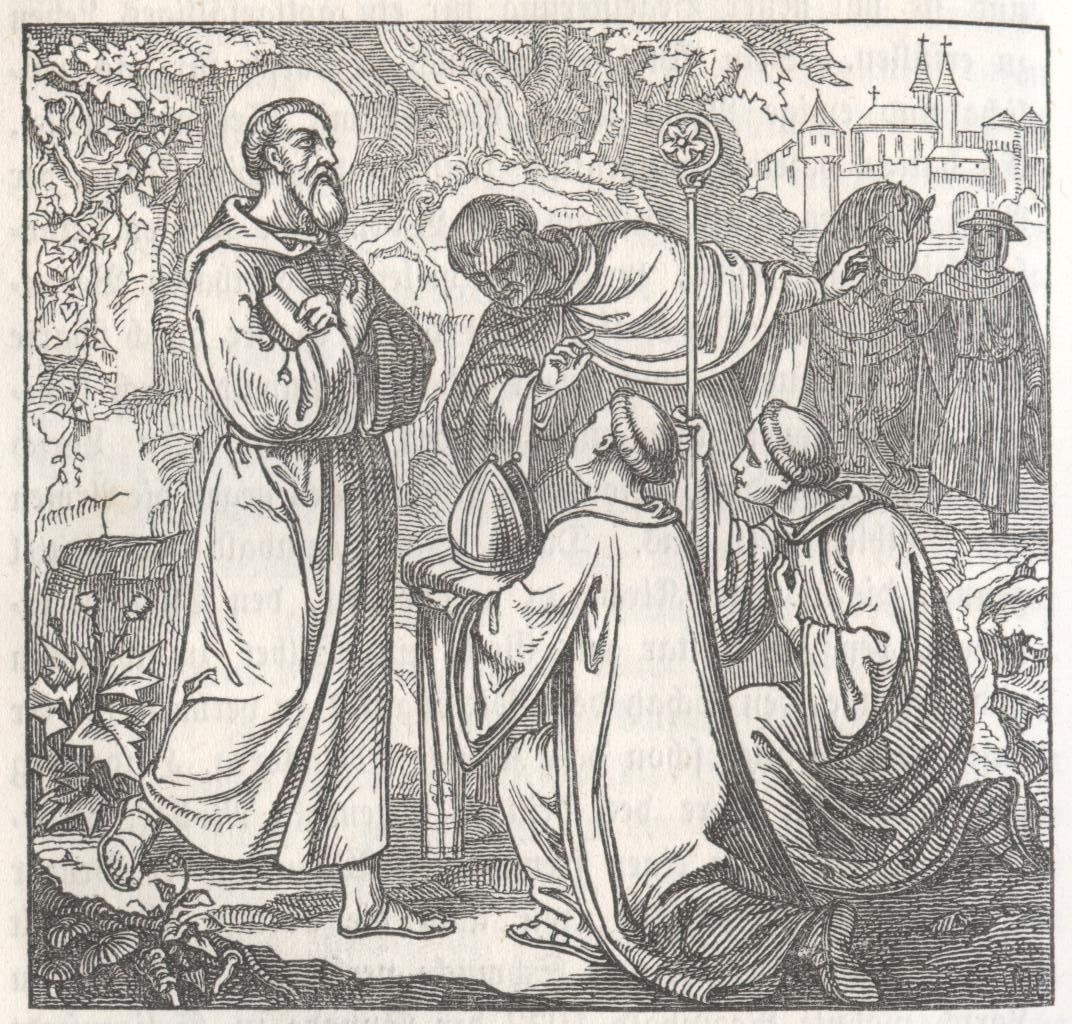
Abt Reginbald erhält die Nachricht von seiner Bischofswahl; Stich aus „Bavaria Sancta“ von Magnus Jocham, 1861

### Bischöfe auf Gemälden aus dem 18. Jahrhundert
Im 18. Jahrhundert wurden eine Reihe Gemälde mit Porträts mittelalterlicher Speyerer Bischöfe gefertigt. Die Motivation hierzu entstand zum Teil aus dem Bedürfnis heraus, Zeitabschnitte, die vor allem aus schriftlichen Quellen überliefert waren, anschaulich zu machen.

Raban von Helmstatt
Reinhard von Helmstatt
Ludwig von Helmstatt